# Sprawa Korniłowa

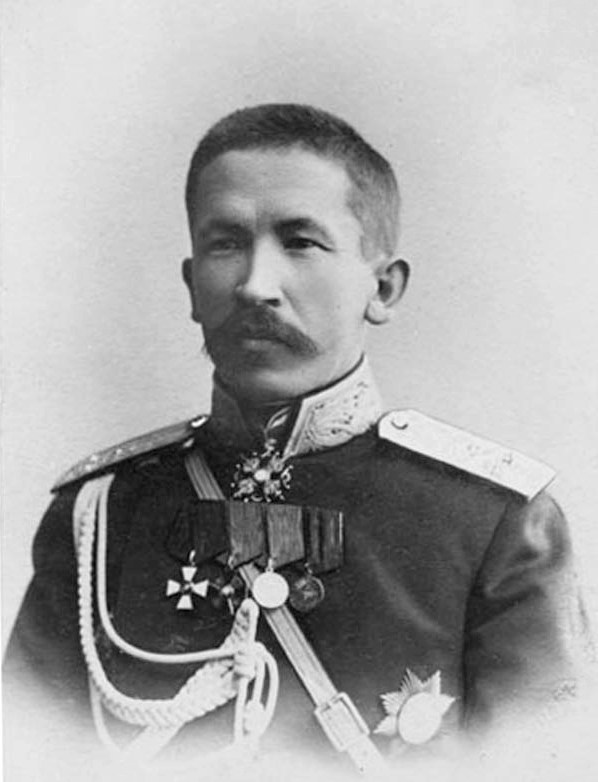
Ławr Korniłow

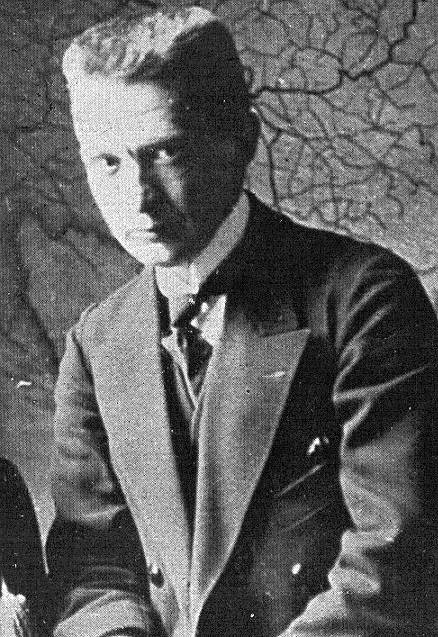
Aleksander Kiereński

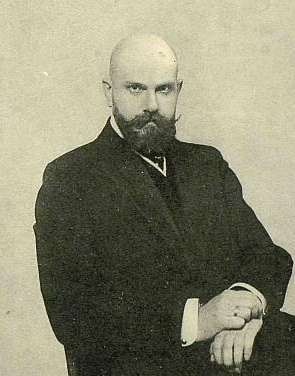
Władimir Lwow

Sprawa Korniłowa, także bunt Korniłowa, pucz Korniłowa – konflikt między premierem rosyjskiego Rządu Tymczasowego Aleksandrem Kiereńskim a mianowanym przez niego głównodowodzącym armii rosyjskiej gen. Ławrem Korniłowem, w rezultacie którego Korniłow podjął nieudaną próbę obalenia Rządu Tymczasowego, który jego zdaniem działał na szkodę państwa.

## Przebieg wydarzeń
Po zamieszkach w lipcu 1917 premier Rząd Tymczasowego Aleksander Kiereński zwrócił się do gen. Ławra Korniłowa w nadziei, iż uda mu się zarówno powstrzymać niemiecką ofensywę, jak i przywrócić w wojsku rosyjskim podupadłą dyscyplinę. 10 lipca 1917 Kiereński zaproponował mu stanowisko dowódcy naczelnego wojsk rosyjskich. Korniłow nie zgodził się jednak od razu, lecz przedstawił dodatkowe warunki: likwidację komitetów żołnierskich, przywrócenie uprawnień dyscyplinarnych dowódców, wprowadzenie kary śmierci dla dezerterów i buntowników. 19 lipca zażądał także wyjęcia spod wszelkiej odpowiedzialności oraz całkowitej autonomii w rozkazach operacyjnych i decyzjach personalnych. Warunki Korniłowa zostały upublicznione 21 lipca w piśmie Russkoje Słowo jeszcze przed udzieleniem odpowiedzi przez Kiereńskiego. Sprawiło to, że generał stał się niezmiernie popularny w kołach prawicowych, zdecydowanie zaś krytykowała go lewica. 24 lipca Korniłow i Kiereński doszli do porozumienia, Korniłow objął oferowane mu stanowisko.
W rzeczywistości Kiereński nie miał zamiaru zrealizować żądań Korniłowa, gdyż oznaczałoby to dla niego utratę politycznego zaplecza – umiarkowanych socjalistów z Rady Delegatów Robotniczych i Żołnierskich. Nie chciał również, by generał zaczął być postrzegany jako zbawca Rosji, zagrażając jego własnej pozycji. Dlatego wbrew obietnicom, Kiereński nie zatwierdził ani przywrócenia kary śmierci na tyłach, ani nie zmilitaryzował transportu kolejowego i przemysłu obronnego, nie ograniczył także uprawnień komitetów żołnierskich. Utwierdziło to Korniłowa w przekonaniu, że premier nie działa samodzielnie, lecz na zlecenie obcych agentów. Z kolei Kiereński, jak pisze Richard Pipes, źle ocenił sytuację w kraju, zakładając, że Korniłow, jako potencjalny przywódca prawicowego przewrotu, jest bardziej niebezpiecznym rywalem Rządu Tymczasowego niż bolszewicy pod wodzą Lenina i Trockiego. Wobec braku współpracy z premierem, a spodziewając się nowego uderzenia niemieckiego, Korniłow 3 sierpnia przybył do Piotrogrodu, a jego spotkanie z Kiereńskim i ministrami rządu utwierdziło go w przekonaniu, że w skład rządu wchodzą ludzie nielojalni, zdradzający wrogom kraju tajemnice wojskowe. Dlatego 6 lub 7 sierpnia polecił gen. Krymowowi przesunięcie 3. Korpusu Kawalerii z frontu rumuńskiego do Wielkich Łuków, by siły te mogły w razie potrzeby zdławić wystąpienie bolszewickie w Piotrogrodzie lub Moskwie. Korniłow zapewniał, że chce wywrzeć presję na rząd, ale nie go obalić. Deklarował także, że w przypadku wybuchu zamieszek w stolicy koniecznym będzie tworzenie „nowej, silnej władzy”, do której sam mógłby wejść.
10 sierpnia Korniłow ponownie spotkał się z Kiereńskim, ponawiając swoje postulaty wdrożenia dyscypliny w wojsku i militaryzacji transportu i przemysłu obronnego. Premier pozytywnie przyjął jedynie pierwsze żądanie, ale ponownie nie zapadły żadne wiążące decyzje. Cztery dni później Korniłow został entuzjastycznie przyjęty przez przedstawicieli prawicy na Naradzie Państwowej w Moskwie. Kiereński poczuł się osobiście zagrożony popularnością generała, tym bardziej że w kolejnych dniach prasa konserwatywna zaczęła ostro atakować Rząd Tymczasowy. Tym bardziej utwierdziło to premiera w przekonaniu, że powinien obawiać się nie bolszewików, a prawicowego zamachu stanu. 19 sierpnia, dowiedziawszy się od Borisa Sawinkowa o planach bolszewickiego przewrotu, który według francuskich źródeł wywiadowczych miał odbyć się na początku września, Kiereński uznał te informacje za niewiarygodne, postanowił natomiast posłużyć się nimi jako pretekstem do definitywnego odsunięcia Korniłowa. Kiereński skierował Sawinkowa do komendy Korniłowa w Mohylewie, nakazując mu zażądać od generała likwidacji rzekomej konspiracji oficerskiej, zniesienia Wydziału Politycznego przy komendzie głównej, zgody na wyłączenie Piotrogrodu i okolic spod dowództwa Korniłowa oraz skierowanie do stolicy korpusu kawalerii, które mogłyby tłumić wystąpienie bolszewickie. Rozmowy Sawinkowa z Korniłowem trwały od 22 do 24 sierpnia. W ich trakcie generał zgodził się na dwa ostatnie żądania, odmówił natomiast rozwiązania Wydziału Politycznego i zapewnił, że będzie sam likwidował spiski antyrządowe wśród oficerów. Już po wyjeździe Sawinkowa Korniłow nakazał gen. Krymowowi stłumienie buntu bolszewickiego w Petersburgu, gdyby takowy wybuchł.
Do otwartego konfliktu między Korniłowem i Kiereńskim doszło za sprawą działań Władimira Lwowa, byłego oberprokuratora Świątobliwego Synodu Rządzącego. 25 sierpnia 1917, podając się za wysłannika Kiereńskiego, Lwow oznajmił Korniłowowi, że premier dopuszcza możliwość mianowania go dyktatorem (miał także rozważać obwołanie się dyktatorem lub utworzenie Dyrektoriatu). Korniłow oznajmił, że zgodziłby się na przejęcie pełni władzy w Rosji. Następnie Lwow udał się do Kiereńskiego, którego z kolei przekonał, że Korniłow szykuje wojskowy przewrót. Kiereński przeprowadził z Korniłowem rozmowę telegraficzną, w czasie której udawał Lwowa; pragnął w ten sposób przekonać się, czy generał faktycznie przygotowywał obalenie Rządu Tymczasowego. Tak też zinterpretował odpowiedzi Korniłowa, który sądził, że w rozmowie jedynie zaprasza Kiereńskiego do Mohylewa. Jedynie na tej podstawie premier zwołał 27 sierpnia posiedzenie rządu, na którym ministrowie nadali mu pełnię władzy, w celu skutecznego opanowania sytuacji. Tego samego dnia Kiereński wezwał Korniłowa do Piotrogrodu. Tymczasem generał, nie wiedząc, w jaki sposób Kiereński zinterpretował rozmowę, przygotowywał się nadal do skierowania wojsk do Piotrogrodu w celu walki z bolszewikami, o czym poinformował Rząd Tymczasowy telegraficznie. Równocześnie premier skierował do Mohylewa depeszę, w której odwoływał Korniłowa ze stanowiska głównodowodzącego. Wiadomość tę w kwaterze głównej uznano za sfałszowaną lub też przesłaną pod przymusem bolszewików. Kiereński przesłał do gazet informacje o zdradzie generała. Fakt ten oburzył Korniłowa. Generał nie miał własnych ambicji politycznych, w ograniczony sposób rozumiał sens wydarzeń zachodzących w Rosji, łatwo ulegał natomiast sugestiom prawicy, iż powinien ratować ojczyznę, stając na czele silnego rządu.
Dopiero w tym momencie Korniłow zdecydował się na otwarty bunt. W swojej proklamacji stwierdził, że Rząd Tymczasowy celowo działa na niekorzyść Rosji, prowadząc politykę korzystną dla Niemiec pod naciskiem Piotrogrodzkiej Rady Delegatów Robotniczych i Żołnierskich. W ciągu kolejnych trzech dni bezskutecznie usiłował mobilizować ludność przeciwko Rządowi Tymczasowemu i nawoływał wyższych oficerów, by wsparli jego zbrojne wystąpienie. Równocześnie Kiereński w swoich depeszach przedstawiał generała jako zdrajcę i nakazywał dowódcom nie stosować się do jego rozkazów. Apelował do społeczeństwa, by „broniło rewolucji” przed Korniłowem. Kiereński zgodził się, by bolszewicy zorganizowali własne oddziały zbrojne do obrony stolicy przed prawicowym zamachem stanu, ich przywódcy zostali zwolnieni z więzień. Tymczasem oddziały skierowane przez Korniłowa do Piotrogrodu i tak nie dotarły na miejsce wobec strajku kolejarzy i braku zaopatrzenia. Dowodzący korpusem gen. Aleksandr Krymow popełnił samobójstwo.
1 września Korniłow pozwolił się aresztować i do rewolucji październikowej przebywał w twierdzy w Bychowie. Sprawa Korniłowa ostatecznie pogrążyła Kiereńskiego w oczach kół liberalnych i konserwatywnych, nie przełożyła się natomiast na wzrost jego poparcia ze strony socjalistów. Politycznie największe korzyści z omawianych wydarzeń wyciągnęli bolszewicy, którzy od końca sierpnia 1917 stopniowo odbierali poparcie eserowcom i mienszewikom, zyskując coraz większe poparcie społeczne w stolicy. Zachowali oni utworzone w obronie przed domniemanym puczem oddziały Czerwonej Gwardii i infiltrowali armię rosyjską poprzez struktury Organizacji Wojskowej. Aresztowanie domniemanego przywódcy puczu i kilku innych dowódców przyczyniło się także do dalszego upadku dyscypliny w armii rosyjskiej.
Komisja powołana w sprawie Korniłowa w październiku 1917 stwierdziła w czerwcu roku następnego, że generał nie stał na czele żadnego spisku antyrządowego. Wersję przeciwną upowszechnił Kiereński w swoich wydanych na emigracji wspomnieniach, przyjęła ją również historiografia radziecka. W ten sposób przekonanie o planowanym przez Korniłowa prawicowym puczu stało się jednym z najważniejszych mitów historycznych związanych z rewolucją październikową.